# Championnat d'Europe de saut d'obstacles 1961
Navigation
Édition précédente Édition suivante
Le championnat d'Europe de saut d'obstacles 1961, quatrième édition des championnats d'Europe de saut d'obstacles, a eu lieu en 1961 à Aix-la-Chapelle, en Allemagne de l'Ouest. Il est remporté par le Britannique David Broome.